# Gmina Waterloo (Iowa)

Położenie Gminy Waterloo w hrabstwie Allamakee

Gmina Waterloo (ang. Waterloo Township) – gmina w USA, w stanie Iowa, w hrabstwie Allamakee. Według danych z 2000 roku gmina miała 322 mieszkańców.